# شهرداری آبیک
شهرداری آبیک یک سازمان غیردولتی است که مسئولیت اداره شهر آبیک را در استان قزوین بر عهده دارد. مدیر این سازمان شهردار آبیک نام دارد. اکنون شهردار آبیک با حکم شورای شهر آبیک انتخاب می‌شود اما پیش از این با حکم وزیر کشور ایران منصوب می‌گردید. این شهرداری در سال ۱۳۴۲ تأسیس شد و هم‌اکنون دارای درجه ۷ است.